# Monsieur Bocher
Monsieur Bocher (Monsieur Don't Care) è un cortometraggio muto del 1924 diretto da Scott Pembroke e Joe Rock che ne fu anche produttore.
Interpretata da Stan Laurel, la commedia è una parodia il cui titolo è un gioco di parole di Monsieur Beaucaire, il film con Rodolfo Valentino che, tratto da un popolare romanzo di Booth Tarkington, era uscito quell'estate nelle sale.
Ritenuto a lungo perduto, 7 minuti dell’edizione italiana del 1928, ritrovata nel 2015 dalla Cineteca Nazionale sono l’unica testimonianza dell’esistenza della pellicola.

## Trama
Francia del '700. Il vagabondo Vaselino si innamora di una avvenente contessa, ma essendo squattrinato, si fa presentare a corte come il ricco avventuriero e seduttore Monsieur Bocher.

## Produzione
Il film fu prodotto dalla Standard Photoplay Company e fa parte della serie Joe Rock Comedies prodotta da Rock che aveva come interprete Stan Laurel.

## Distribuzione
Il film - un cortometraggio in due bobine - fu distribuito nelle sale statunitensi il 1º dicembre 1924. In Italia venne distribuito nel 1928 con il titolo “Monseiur Boucher”